# Petros Persakis
Petros Persakis (græsk: Πέτρος Περσάκης, født 1879 i Athen, død 1952) var en græsk gymnast. 
Han deltog i OL 1896 i Athen og stillede op i to discipliner. Han fik en tredjeplads i ringe efter landsmanden Ioannis Mitropoulos, der vandt, og tyskeren Hermann Weingärtner. I holdkonkurrencen i barre deltog han på holdet Panellinios Gymnastikos Syllogos, som fik en andenplads efter det tyske hold og foran et andet græsk hold fra Ethnikos Gymnastikos Syllogos.
Petros Persakis' bror, Ioannis Persakis, deltog også i OL 1896, hvor han blev nummer tre i trespring.